# Арман Марсель
Арман Марсель (фр. Armand Marcelle, 10 жовтня 1905 — 26 грудня 1974) — французький академічний веслувальник.
Срібний призер Олімпійських Ігор 1928 року в складі розпашної двійки зі стерновим.